# Kaisvere
Koordinaten: 58° 22′ N, 22° 28′ O
Kaisvere ist ein Dorf (estnisch küla) auf der größten estnischen Insel Saaremaa. Es gehört zur Landgemeinde Saaremaa (bis 2017: Landgemeinde Lääne-Saare) im Kreis Saare.

## Beschreibung
Das Dorf hat 22 Einwohner (Stand 1. Januar 2016). Es wurde erstmals 1509 unter dem Namen Kaysever urkundlich erwähnt.
Der Ort liegt zwölf Kilometer nördlich der Inselhauptstadt Kuressaare. Östlich des Dorfkerns fließt der Fluss Põduste (Põduste jõgi).